# 中国共产党第十八届中央委员会第四次全体会议
中国共产党第十八届中央委员会第四次全体会议（简称中共十八届四中全会或党的十八届四中全会），于2014年10月20日至23日在北京召开。全会听取和讨论了中国共产党中央委员会总书记习近平受中央政治局委托向中国共产党第十八届中央委员会作的工作报告，审议通过了《中共中央关于全面推进依法治国若干重大问题的决定》。

## 背景
7月29日，在习近平主持的中共中央政治局会议上决定，今年10月召开十八届四中全会，全会的主要议程是研究全面推进依法治国重大问题。在同一天，新华社发布了《中共中央关于对周永康立案审查情况的通报》。在9月30日召开的中共中央政治局会议上，确定四中全会的具体时间为10月20日至23日。

## 会议成果

### 全面推进依法治国
- 优化司法职权配置，探索设立跨行政区划的人民法院和人民检察院。
- 健全依法决策机制，提出建立重大决策终身责任追究及责任倒查机制。
- 把法治建设成效纳入政绩考核指标体系。
- 完善全国人大及其常委会宪法监督制度。
- 建立领导干部干预司法通报和责任追究制度。[3]

### 新制度
- 国家宪法日及宪法宣誓制度。
- 最高人民法院设立巡回法庭。
- 探索设立跨行政区划的人民法院和人民检察院。
- 探索建立检察机关提起公益诉讼制度。
- 实行办案质量终身负责制和错案责任倒查问责制。

## 人事决定
- 全会确认中央政治局之前作出的给予李东生、蒋洁敏、杨金山、王永春、李春城、万庆良开除党籍的处分。
- 按照党章规定，全会决定递补候补委员马建堂、王作安、毛万春为中央委员会委员[4]。